# 히다카 다쿠마
히다카 다쿠마(일본어: 日高 拓磨, 1983년 4월 8일 ~ )는 일본의 전 축구 선수이다.

## 구단 경력
과거 사간 도스, 콘사돌레 삿포로, 카탈레 도야마에서 활동하였다.